# Inge Moossen
Inge Moossen, auch Mooßen, (geboren 23. Februar 1911 in Diez; gestorben unbekannt) war eine deutsche Theaterregisseurin und Autorin.

## Leben
Inge Moossen studierte Philosophie und Theaterwissenschaften. Im Jahr 1932 veröffentlichte sie einen Band Gedichte. In der Zeit des Nationalsozialismus trat sie zwischen 1934 und 1936 mit eigenen Gedichten im Münchener Kabarett Simpl und in der Berliner Katakombe auf. Sie zog danach nach Italien, kehrte aber nach dem Kriegseintritt Italiens 1940 nach München zurück und wurde während des Krieges in einem oberbayerischen Lazarett als Telefonistin arbeitsdienstverpflichtet. Moossen verlor während des Krieges einen Arm.
Im Jahr 1949 inszenierte sie in Rottach-Egern auf einer Gasthofbühne Carl Zuckmayers Drama Des Teufels General mit Laienschauspielern und lud zur Premiere den Autor ein. Moossen arbeitete bis 1957 als Dramaturgin und Regisseurin an Theatern der Bundesrepublik und der DDR. Ihre Kritik am Stanislawski-System wurde 1994 in einer Rezension reserviert aufgenommen.
Moossen schrieb eine dokumentarische Biografie der Edith Stein, in der sie die Katholische Kirche zu Korrekturen ihrer Märtyrer- und Heiligenlegende aufforderte.

## Schriften
- Mit 20 Jahren : Gedichte. Duisburg : Deutscher Brücke-Verlag, 1932
- Robert Edler: Niederrheinische Landschaft : Fluß zieht im grauen Wetter. Für 3stgn Männer-Chor. Text Inge Moossen. Reutlingen : Ed. Tonos, 1954
- Edith Stein: nicht Märtyrerin, sondern Opfer. Frankfurter Hefte, 1982
- Antwort auf Sr. Maria Amata Neyer OCD. Frankfurter Hefte, 4/1983, S. 10f.
- Das unselige Leben der "seligen" Edith Stein : eine dokumentarische Biographie. Nachwort Paul Gerhard Aring. Frankfurt am Main : Haag + Herchen, 1987
- Theater als Kunst : Sinn und Unsinn des Stanislawski-Systems. Frankfurt am Main : Haag und Herchen, 1993